# Consacrazioni di Ecône

L'Arcivescovo Marcel Lefebvre

Papa Giovanni Paolo II

Le consacrazioni di Ecône furono le quattro ordinazioni episcopali conferite a Ecône, in Svizzera, il 30 giugno 1988 dall'arcivescovo cattolico Marcel Lefebvre e dal vescovo Antônio de Castro Mayer a quattro sacerdoti della Fraternità sacerdotale San Pio X: Bernard Fellay, Bernard Tissier de Mallerais, Richard Williamson e Alfonso de Galarreta. Le consacrazioni, conferite contro l'ordine esplicito di papa Giovanni Paolo II, rappresentarono una pietra miliare nella travagliata relazione di monsignor Lefebvre e della Fraternità sacerdotale San Pio X con la Santa Sede. La Congregazione per i vescovi emanò un decreto firmato dal cardinale prefetto Bernardin Gantin che dichiarava che monsignor Lefebvre aveva subito la scomunica latae sententiae consacrando i vescovi senza il consenso del papa.
Il 24 gennaio 2009 papa Benedetto XVI revocò le scomuniche ai quattro vescovi - Bernard Fellay, Bernard Tissier de Mallerais, Richard Williamson e Alfonso de Galarreta - consacrati dall'arcivescovo Lefebvre. Fellay, superiore generale della Fraternità sacerdotale San Pio X, rilasciò una dichiarazione in cui la Fraternità espresse la sua "filiale gratitudine al Santo Padre per questo gesto che, al di là della Fraternità sacerdotale di San Pio X, andrà a beneficio di tutta la Chiesa", e che "[la Fraternità] desidera essere sempre più in grado di aiutare il papa a rimediare alla crisi senza precedenti che attualmente scuote il mondo cattolico e che papa Giovanni Paolo II aveva designato come uno stato di silenziosa apostasia".
Le reazioni alla revoca delle scomuniche furono diverse. Molti cattolici tradizionalisti attribuirono la decisione all'intercessione della Beata Vergine Maria. Altri cattolici, specialmente quelli di posizione progressista, si dissero sorpresi del fatto che il papa avesse agito in modo così positivo verso vescovi che detengono tali posizioni reazionarie. L'inclusione del vescovo Richard Williamson nella misura fu particolarmente controversa perché alcune delle sue osservazioni - della quale la Santa Sede all'epoca non era a conoscenza - erano considerate una negazione dell'Olocausto. La revoca della sua scomunica generò problemi nelle relazioni tra cattolici ed ebrei culminati nell'interruzione dei legami con la Santa Sede del Gran Rabbinato d'Israele del 28 gennaio 2009 in segno di protesta.

## Diritto canonico
La critica delle consacrazioni di Ecône era incentrata sul fatto che erano state eseguite contro l'ordine esplicito dell'allora papa Giovanni Paolo II. Secondo il Codice di diritto canonico, la consacrazione di un vescovo richiede il permesso del papa, e (a meno che non sia stata concessa una dispensa papale) almeno tre vescovi come consacranti. La violazione della norma sul permesso del papa espressa nel canone 1013 ha comportato, dal 1951, la scomunica latae sententiae (automatica) riservata alla Sede Apostolica sia per il consacratore che per il destinatario della consacrazione. In questo caso non c'era solo un'assenza di permesso ma un vero e proprio divieto da parte del pontefice.
Monsignor Lefebvre e i suoi sostenitori affermarono che le circostanze in cui si svolsero le consacrazioni erano tali che nessuno degli ecclesiastici coinvolti era veramente scomunicato. Uno dei loro argomenti era che esisteva uno "stato di necessità" in cui le disposizioni ordinarie del diritto canonico potevano essere messe da parte. Lo stesso papa Giovanni Paolo II respinse tuttavia queste argomentazioni, affermando nella sua lettera apostolica Ecclesia Dei che "non c'è mai la necessità di ordinare vescovi contrari alla volontà del Romano Pontefice". La consacrazione di un vescovo senza approvazione papale era però già stata condannata da papa Pio XII dopo che l'istituzione da parte del governo cinese dell'Associazione patriottica cattolica cinese controllata dallo Stato. Papa Pio XII affermò che l'attività sacramentale dei vescovi illecitamente consacrati era "gravemente illecita, cioè criminale e sacrilega" e respinse la difesa della necessità avanzata da coloro che erano coinvolti.

## Annuncio delle consacrazioni
Negli anni '70 monsignor Lefebvre aveva dichiarato che non avrebbe consacrato dei vescovi per continuare il suo lavoro con la Fraternità sacerdotale San Pio X. Si presume che nel 1974, all'età di 69 anni, disse a un confidente che non poteva fare un simile passo "perché ciò significherebbe che farei ciò che fece Martin Lutero e perderei lo Spirito Santo".
Negli anni '80 la posizione di monsignor Lefebvre cambiò. Nel 1983, all'età di 78 anni, mentre era negli Stati Uniti, a quanto si dice, disse ai suoi sacerdoti americani di avere in prospettiva di consacrare dei vescovi. Di conseguenza i superiori che contestarono la sua proposta furono rimossi dai loro incarichi. Tra il 1986 e il 1987 i seguaci della Fraternità del St. Mary's College, nel Kansas, dovettero partecipare a una serie di sedute di catechesi in cui furono preparati per le prossime consacrazioni e le loro ricadute.
Il 29 giugno 1987, all'età di 82 anni, monsignor Lefebvre annunciò pubblicamente la sua intenzione di consacrare dei vescovi nella predica per una messa di ordinazione presbiterale a Ecône in cui dichiarò che "Roma è nelle tenebre, nell'oscurità dell'errore" e che "i vescovi di tutto il mondo stanno seguendo le false idee del Concilio con il loro ecumenismo e il loro liberalismo". Concluse dicendo: "Ecco perché è probabile che prima di rendere conto della mia vita al buon Dio, dovrò consacrare alcuni vescovi".

## Discussioni con Roma
Monsignor Lefebvre e la Santa Sede si impegnarono nel dialogo e il 5 maggio 1988 monsignor Lefebvre e il cardinale Joseph Ratzinger firmarono il testo di un accordo destinato a porre fine alla disputa e aprirono la strada alla consacrazione di un successore di Lefebvre con il permesso del papa. Nella prima parte del documento, di stampo dottrinale, monsignor Lefebvre, a nome proprio e per conto della Fraternità sacerdotale San Pio X promise fedeltà alla Chiesa cattolica e al papa, accettò la dottrina contenuta nella sezione 25 della costituzione dogmatica del Concilio Vaticano II Lumen gentium sul magistero della Chiesa, si impegnò a non avere un atteggiamento polemico nelle comunicazioni con la Santa Sede sugli aspetti problematici del Concilio Vaticano II, riconobbe la validità dei sacramenti rivisti e promise di rispettare la comune disciplina della Chiesa e la sua legge. La seconda parte del documento, di stampo legale, prevedeva che la Fraternità sacerdotale San Pio X sarebbe diventata una società di vita apostolica con alcune esenzioni, avrebbe avuto la facoltà di celebrare secondo gli antichi libri liturgici, sarebbe stata eretta una commissione speciale che includeva due membri della Fraternità sacerdotale San Pio X per risolvere i conflitti e che un sacerdote della Fraternità sarebbe stato consacrato vescovo.
Questo documento doveva però essere presentato al papa per la sua approvazione. Tuttavia, Lefebvre si rese subito conto che era stato travolto da una trappola. Il giorno dopo, dichiarò di essere stato obbligato in coscienza a procedere, con o senza l'approvazione papale, a ordinare un vescovo come suo successore il 30 giugno dello stesso anno.
Un ulteriore incontro si svolse a Roma il 24 maggio. A Lefebvre venne promesso nuovamente che il papa avrebbe nominato un vescovo tra i membri della Fraternità sacerdotale San Pio X, scelto secondo le normali procedure, e che la consacrazione avrebbe avuto luogo il 15 agosto, alla fine dell'anno mariano. In cambio, monsignor Lefebvre avrebbe dovuto chiedere la riconciliazione con il papa sulla base del protocollo del 5 maggio. Lefebvre tuttavia chiese per iscritto che la consacrazione di tre vescovi avvenisse il 30 giugno e che la maggioranza dei membri della commissione speciale dovessero appartenere alla Fraternità. Su istruzioni del papa, il cardinale Joseph Ratzinger il 30 maggio rispose a monsignor Lefebvre riguardo a queste richieste: "Per la questione della commissione, il cui scopo era quello di favorire la riconciliazione, di non prendere decisioni, il Santo Padre ha pensato che fosse meglio rispettare l'accordo che Lefebvre aveva firmato il 5 maggio". Sulla questione dell'ordinazione dei vescovi, il papa ribadì la sua disponibilità ad accelerare il consueto processo in modo da nominare un membro della Fraternità da consacrare il 15 agosto.

## Consacrazione di quattro vescovi
Il 3 giugno monsignor Lefebvre scrisse da Ecône affermando che intendeva procedere con le consacrazioni. Il 9 giugno il papa gli rispose con una lettera personale in cui lo invitava a non procedere con un disegno che "sarebbe visto come nient'altro che un atto scismatico, le cui conseguenze teologiche e canoniche sono note". Lefebvre non rispose e la lettera fu pubblicata il 16 giugno.
Il 17 giugno, il cardinale Bernardin Gantin, prefetto della Congregazione per i vescovi, inviò ai sacerdoti candidati all'ordinazione episcopale un formale avvertimento canonico secondo il quale sarebbero automaticamente incorsi nella pena della scomunica se fossero stati consacrati da monsignor Lefebvre senza il permesso del papa.
Il 29 giugno il cardinale Ratzinger inviò il seguente telegramma a monsignor Lefebvre:
Nonostante ciò, il 30 giugno monsignor Marcel Lefebvre consacrò vescovi quattro sacerdoti della Fraternità sacerdotale San Pio X: Bernard Fellay, Bernard Tissier de Mallerais, Richard Williamson e Alfonso de Galarreta. Coconsaratore fu monsignor Antônio de Castro Mayer, vescovo emerito di Campos.
Il principe Sisto Enrico di Borbone-Parma, considerato reggente di Spagna dalla maggior parte dei carlisti, era presente alla cerimonia di consacrazione e fu il primo a congratularsi pubblicamente con monsignor Lefebvre.

## Scomunica
Il giorno dopo la consacrazione, il 1º luglio 1988, la Congregazione per i vescovi emanò un decreto firmato dal cardinale Bernardin Gantin, prefetto del dicastero, in cui dichiarava che Marcel Lefebvre, Bernard Fellay, Bernard Tissier de Mallerais, Richard Williamson e Alfonso de Galarreta avevano subito una scomunica latae sententiae. Il giorno successivo, papa Giovanni Paolo II, nella sua lettera apostolica Ecclesia Dei, condannò l'azione di monsignor Lefebvre. Il papa affermò che, poiché lo scisma è definito nel canone 751 del Codice di diritto canonico come "il rifiuto della sottomissione al Sommo Pontefice o della comunione con i membri della Chiesa a lui soggetti", la "consacrazione costituisce un atto scismatico". In essa si dice: "Compiendo tale atto, nonostante il formale monitum inviato loro dal Cardinale Prefetto della Congregazione per i Vescovi lo scorso 17 giugno, Mons. Lefebvre ed i sacerdoti Bernard Fellay, Bernard Tissier de Mallerais, Richard Williamson e Alfonso de Galarreta, sono incorsi nella grave pena della scomunica prevista dalla disciplina ecclesiastica", con riferimento al canone 1382 del Codice di diritto canonico.
Monsignor Marcel Lefebvre dichiarò che non aveva rifiutato di sottomettersi al papa e che i canoni 1323 e 1324 del Codice lo assolvevano di colpevolezza a causa della crisi nella Chiesa. Il canone 1324 stabilisce che quando qualcuno crede erroneamente che esista uno stato di necessità che lo costringe a compiere un atto canonicamente illegale, anche se la sua ignoranza su questo punto è colpevole, a condizione che l'atto in questione non sia intrinsecamente malvagio o tendente al danno delle anime, la pena canonica per l'atto rilevante deve essere ridotta o sostituita e le sanzioni automatiche non si applicano. La Santa Sede respinse questa argomentazione come irrilevanti, sia perché monsignor Marcel Lefebvre era stato ammonito esplicitamente, sia perché il canone 1325 afferma che "l'ignoranza crassa o supina o affettata non può mai essere presa in considerazione nell'applicare le disposizioni dei cann. 1323 e 1324".
Secondo la Fraternità sacerdotale San Pio X, diversi uomini di chiesa e avvocati affermarono che la consacrazione non era un atto scismatico, sulla base del fatto che monsignor Lefebvre stava semplicemente consacrando dei vescovi ausiliari piuttosto che tentare di stabilire una Chiesa parallela. Il cardinale Darío Castrillón Hoyos si desse d'accordo con questa valutazione. In linea con l'opinione canonica generale, la Santa Sede ritiene tuttavia che l'arcivescovo Marcel Lefebvre abbia commesso un atto scismatico, ma non che abbia creato una Chiesa scismatica. Di conseguenza, quando il cardinale Edward Idris Cassidy presentò una versione riveduta del Direttorio vaticano per l'applicazione dei principi e delle norme sull'ecumenismo, affermò che "la situazione dei membri della Fraternità sacerdotale San Pio X è una questione interna della Chiesa cattolica". Considerando l'azione di monsignor Lefebvre come scismatica, alcuni ex membri e sostenitori della Fraternità sacerdotale San Pio X rassegnarono le dimissioni o ritirarono il loro sostegno alla Fraternità e si unirono alla Fraternità sacerdotale San Pietro, appena fondata e approvata dalla Santa Sede.

## Remissione della scomunica
Con decreto del 21 gennaio 2009 (protocollo n. 126/2009), emesso in risposta a una rinnovata richiesta fatta da monsignor Bernard Fellay a nome di tutti e quattro i vescovi che monsignor Lefebvre aveva consacrato il 30 giugno 1988, il cardinale Giovanni Battista Re, prefetto della Congregazione per i vescovi, con il potere espressamente concesso a lui da papa Benedetto XVI, rimise la scomunica latae sententiae che avevano subito ed espresse l'auspicio che a ciò sarebbe seguita rapidamente il rientro in piena comunione dell'intera Fraternità sacerdotale San Pio X con la Chiesa cattolica, testimoniando così unità visibile, vera lealtà e il vero riconoscimento del magistero e dell'autorità del papa. Essi però, come tutti i membri della Fraternità, rimangono sospesi a divinis sine die. Il decreto, firmato dal cardinale Giovanni Battista Re, prefetto della Congregazione, è il seguente:
Con questo atto si desidera consolidare le reciproche relazioni di fiducia e intensificare e dare stabilità ai rapporti della Fraternità San Pio X con questa Sede Apostolica. Questo dono di pace, al termine delle celebrazioni natalizie, vuol essere anche un segno per promuovere l'unità nella carità della Chiesa universale e arrivare a togliere lo scandalo della divisione.
Si auspica che questo passo sia seguito dalla sollecita realizzazione della piena comunione con la Chiesa di tutta la Fraternità San Pio X, testimoniando così vera fedeltà e vero riconoscimento del Magistero e dell'autorità del Papa con la prova dell'unità visibile.
In base alle facoltà espressamente concessemi dal Santo Padre Benedetto XVI, in virtù del presente Decreto, rimetto ai Vescovi Bernard Fellay, Bernard Tissier de Mallerais, Richard Williamson e Alfonso de Galarreta la censura di scomunica latae sententiae dichiarata da questa Congregazione il 1º luglio 1988, mentre dichiaro privo di effetti giuridici, a partire dall'odierna data, il Decreto a quel tempo emanato.»
Le reazioni a tale decreto furono molto varie. Alcuni cattolici tradizionalisti lo attribuirono all'intercessione della Beata Vergine Maria, mentre altri tradizionalisti, sostenendo che la scomunica era inesistente, incolparono i quattro vescovi di aver chiesto la sua remissione. Altri espressero sorpresa per il favore che il papa dimostrò verso vescovi che detengono posizioni molto conservatrici, con particolare riguardo al vescovo Richard Williamson, che è stato accusato di essere un negazionista dell'Olocausto. L'inclusione nel provvedimento di questo vescovo generò molti problemi nei rapporti tra cattolici ed ebrei, culminati nell'interruzione dei legami con la Santa Sede del Gran Rabbinato d'Israele del 28 gennaio 2009 in segno di protesta.